# 伊木山城
伊木山城（いぎやまじょう）は、岐阜県各務原市小伊木4丁目にあった戦国・安土桃山時代の日本の城（山城）。伊木山の山頂にある。

## 歴史
築城時期や伊木家の経歴については諸説あるが、一般に信じられている来歴は以下の通りである。
1561年（永禄4年）、この地を攻めた織田信長によって、武功を挙げた香川長兵衛忠次が、この地の名にちなんで伊木の苗字を授けられ、伊木忠次と改名したという。そして、この伊木山に伊木山城を築き居城とした。後に信長の家臣である池田恒興に転仕した。
1590年（天正18年）、廃城となった。恒興の死後も池田輝政に仕えた忠次は、岡山藩筆頭家老となった。

## 現在
周辺はいこいの森伊木の森として整備されている。